# Dröschede
Dröschede ist ein Stadtteil der Stadt Iserlohn im Märkischen Kreis im Sauerland. Ende 2024 hatte Dröschede rund 4000 Einwohner.

## Geschichte
Zum ersten Mal urkundlich erwähnt wurde das Dorf Dröschede im Jahr 1335 als Druyssche und Drusche. Vom Schultenhof an der Rauen Haardt, der 1409 erstmals urkundlich als der Hof zu Dröschede erwähnt wurde, steht heute nur noch ein Gebäude. Der Ortsname wandelte sich in den folgenden Jahren vielfach. Unter anderem über Dreschervert (1484), Droeuschede (1607) und Dreischede (1791) bildete sich ab 1800 Dröschede heraus. Die Namensherkunft wird mit dröge schede (trockene Scheide) erklärt, da die Dröschederhardt die Wasserscheide zwischen Ruhr und Lenne bildet.
Dröschede gehörte zur Stadt Letmathe im damaligen Kreis Iserlohn, die am 1. Januar 1975 nach Iserlohn eingemeindet wurde.

## Kirche

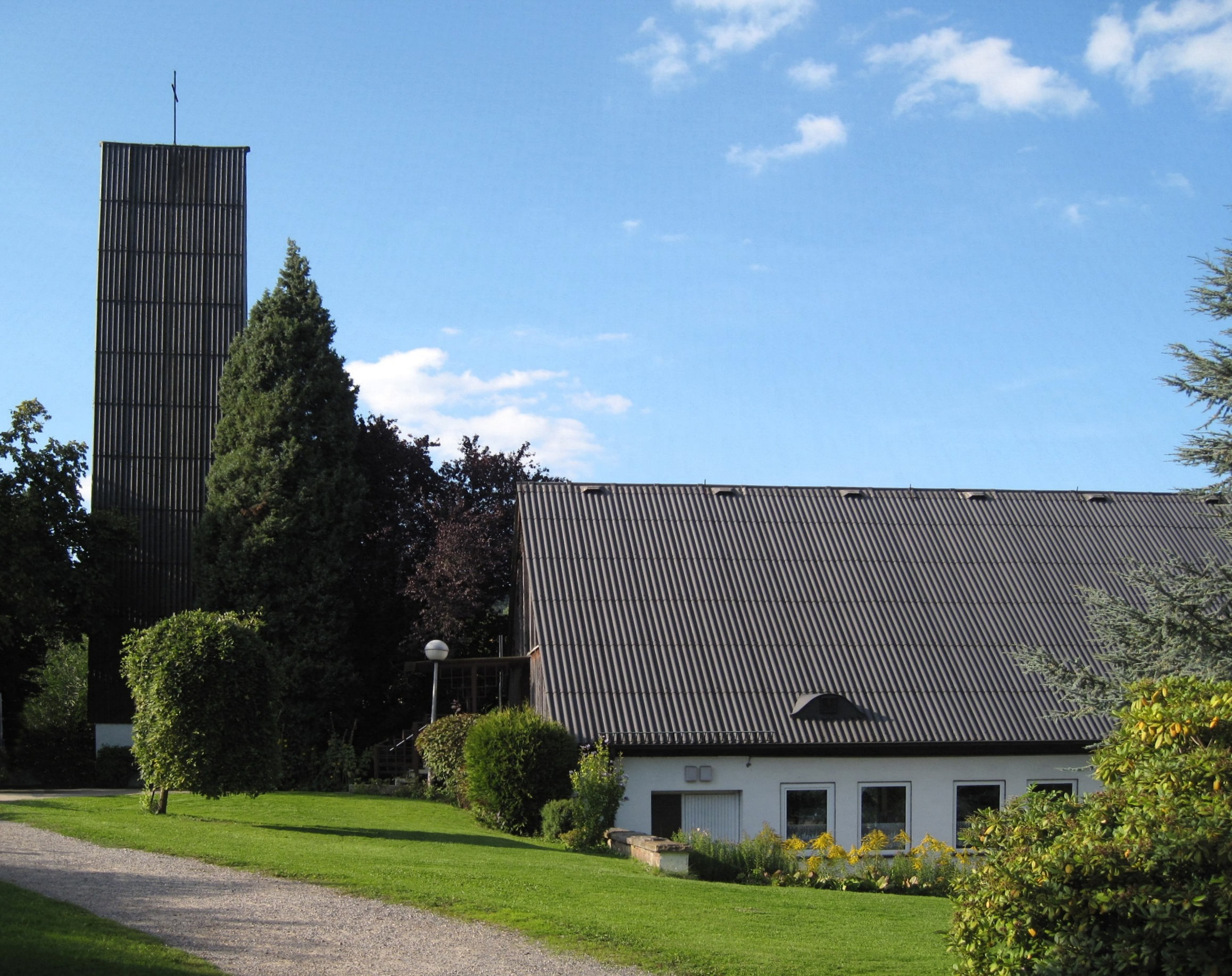
Adventskirche (2010)

In Dröschede befand sich die 1960 gebaute evangelische Adventskirche, die 2015 im Zuge von Sparmaßnahmen abgerissen wurde. Evangelische Gottesdienste finden jetzt im benachbarten Oestrich statt. Die Katholiken in Dröschede gehören zur katholischen Kirchengemeinde Herz-Jesu Grüne.

## Persönlichkeiten
- Der Unternehmer und Erfinder Friedrich Soennecken wurde am 20. September 1848 in Dröschede geboren.
- Der Heimatforscher Walter Ewig kam am 19. Dezember 1897 in Dröschede zur Welt und starb in seinem Geburtsort am 1. August 1984.
- Hermann Holtmeier (* 27. April 1923, † 11. April 2015) war Ortsheimatpfleger für Dröschede und galt als Experte der Dröscheder und Iserlohner Geschichte.[5]
- Der ehemalige Basketballzweitligaspieler Ingo Siebert der Iserlohn Kangaroos verbrachte seine Kindheit in Dröschede.
- Die letzte Station des ehemaligen BVB-Cheftrainers Edin Terzić als aktiver Spieler war Borussia Dröschede von 2010 bis 2013.[6]

## Sport
In Dröschede sind zwei Sportvereine beheimatet:

### TuS 06 Dröschede

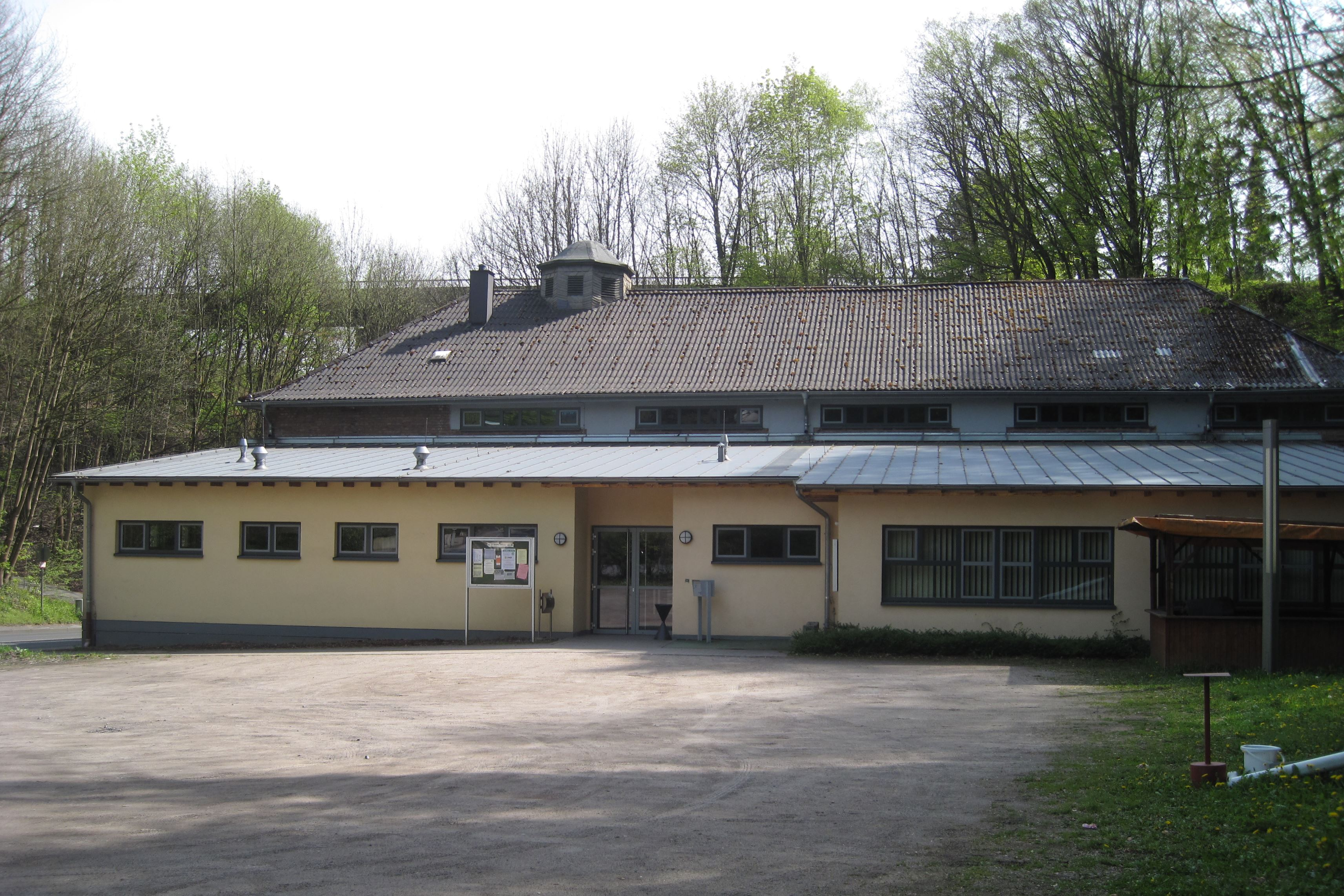
Turnhalle Im Hütten

Der Turnverein für Dröschede wurde am 9. Juli 1906 gegründet und schloss sich dem Märkischen Turngau an. Am 27. April 1927 wurde die Turnhalle Im Hütten fertiggestellt, die sich der TuS 06 mit dem TV Eiche Grüne teilte. Diese Turnhalle wird heute noch genutzt neben der neueren Turnhalle auf der Emst. Aktuell bietet der Verein folgende Sportgruppen an:

Eltern und Kind, Vorschulkinder, Moving Kids, Breitensportgymnastik, Tanzen/Aerobic/Fitness, Fitness für Frauen, Wirbelsäulengymnastik für Senioren, Wandern

### FC Borussia Dröschede 1911 e.V.

Logo des Vereins

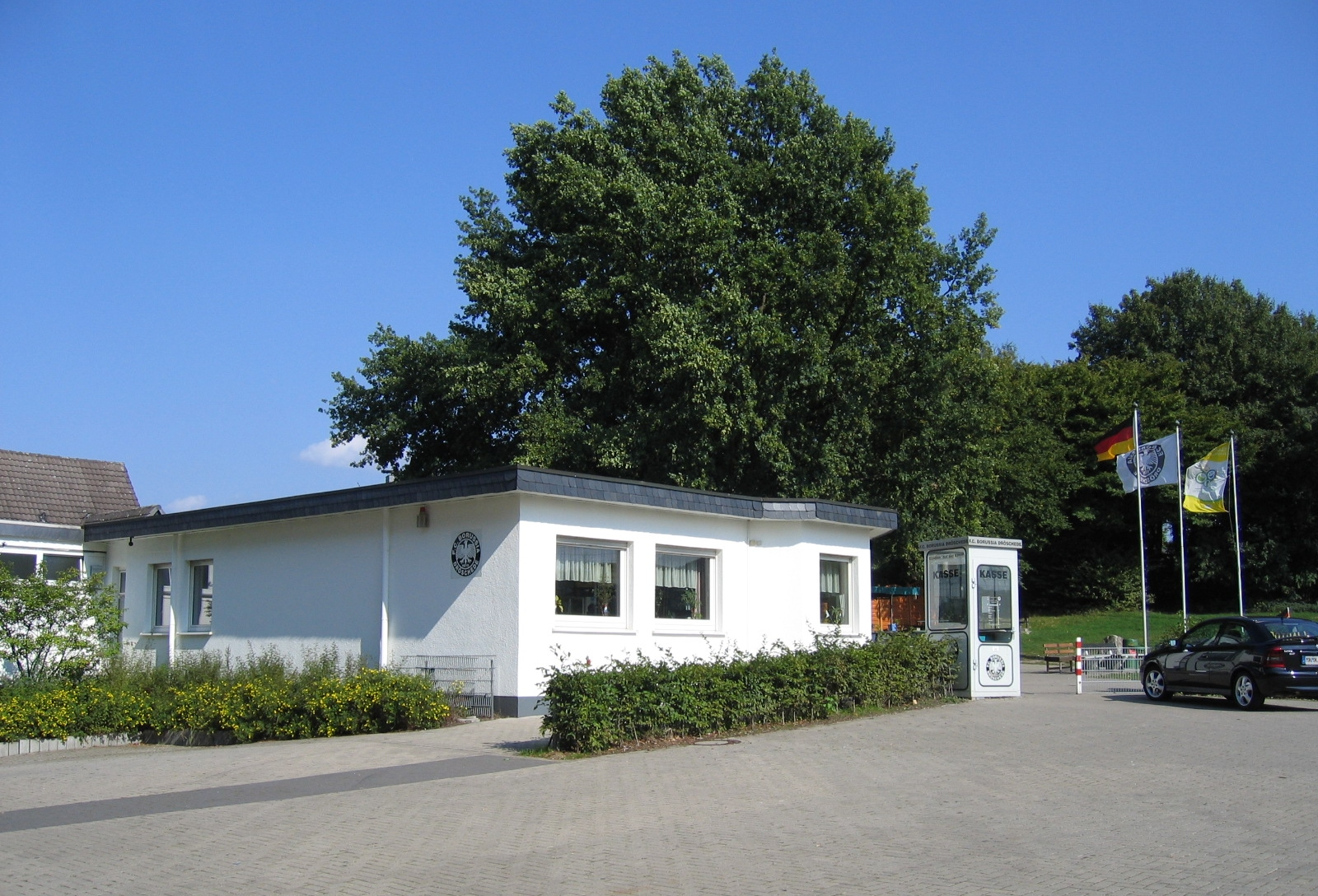
Vereinsheim Auf der Emst

Im Jahr 1911 wurde der FC Borussia Dröschede gegründet. Der Spielbetrieb wurde jedoch nicht kontinuierlich durchgeführt, sondern ruhte u. a. kriegsbedingt und aus Spielermangel. 1936 schlossen sich der FC Borussia und der Turnverein Dröschede zusammen und spielten unter dem Namen TuS 06 Dröschede.

Seit 1963 hat der Verein, inzwischen wieder unter dem ursprünglichen Namen Borussia Dröschede, einen durchgängigen Spielbetrieb. Nach mehreren Auf- und Abstiegen in den Jahren bis 1989 begann mit dem neuen Vorsitzenden Karl-Heinz Lemmer der sportlich entscheidende Aufschwung. Über die Kreisliga A und die Bezirksliga stieg die erste Mannschaft um Trainer Andreas Friedberg 1994 in die Landesliga auf. 1996 wurde das Umkleidegebäude in Eigenregie renoviert, seit 2001 hat der Verein zu seinen Heimspielen den Kunstrasenplatz Auf der Emst zur Verfügung.

Nach dem Abstieg aus der Westfalenliga, in der Saison 2010/11, spielte die erste Mannschaft des FC Borussia ein Jahr in der Landesliga Staffel 2. 

In der Saison 2011/2012 gelang mit dem Trainer Alen Terzic der direkte Wiederaufstieg in die Fußball-Westfalenliga. FC Borussia Dröschede spielt aktuell wieder in der Fußball-Landesliga.
Neben der Landesligamannschaft gibt es bei Borussia Dröschede zwei weitere Seniorenmannschaften, 15 Juniorenteams sowie eine Frauenmannschaft.